# Arthur Mole

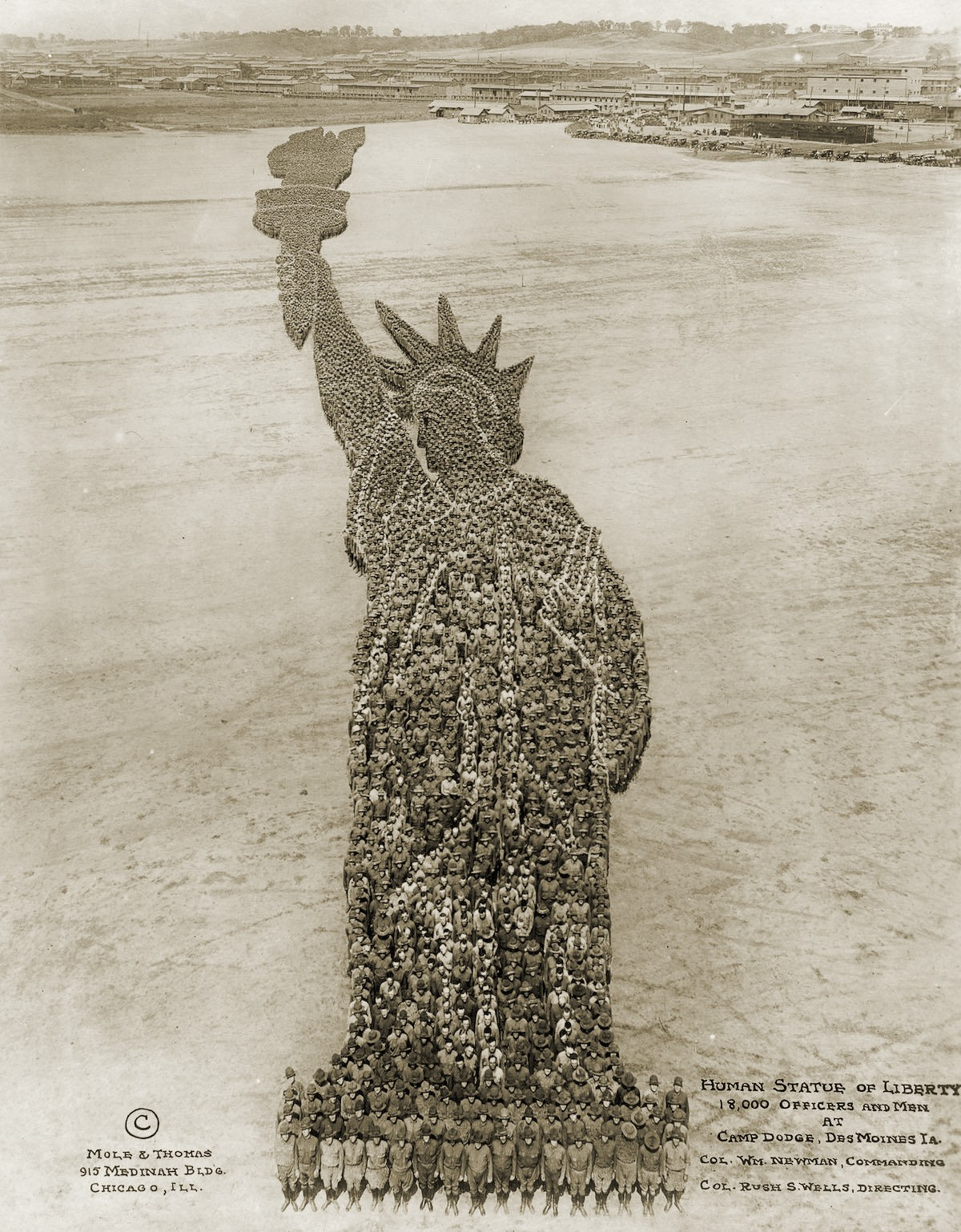

Arthur S. Mole, född 1889 i England, död 1983 i USA, var en reklamartist som blev mycket känd för sina ”levande bilder” som han tog under första världskriget där tiotusentals soldater, reservofficerare och andra medlemmar inom militären blev anordnade till att forma en komposition. När man ser detta från ett utkikstorn, kan man se olika patriotiska former. Moles teknik var att fotografera personerna från ett visst perspektiv så att man fick fram begripliga bilder. Hans partner hette John D. Thomas.
Mole jobbade som en reklamfotograf i Zion, Illinois, norr om Chicago. Under första världskriget reste han till ett flertal av arméns och flottans läger för att utföra hans stora kompositioner. Han bemöttes som en banbrytare inom gruppfotografi. Det krävdes en vecka att planera fotograferingen, eftersom det är så många saker att tänka på. Sedan tog det flera timmar att få soldaterna på plats.
Det finns tio bilder som är väldigt kända från den här perioden. Exempel på de kändaste bilderna är bilder på Woodrow Wilson, Frihetsgudinnan, en amerikansk örn samt ett emblem av YMCA och de allierade flaggorna. När man gjorde bilden som kallas för ”The Human U.S. Shield” behövdes 30 000 personer som medverkade i bilden.
Arthur Moles verk finns att betrakta på flera museer och institutioner, till exempel i The Chicago Historical Society, Metropolitan Museum of Art, San Francisco Museum of Modern Art och Library of Congress. Fotografierna presenterades i julinumret av ”Martha Stewart Living” år 2007. Åtta av bilderna visades i en annan artikel.